# 蓋密爾
蓋密爾，（英:Gymir）。在北歐神話，名字意思有「吞噬」（Engulfer）之意。有紀錄的使用者有兩個：
- 海神埃吉爾的另一個名字。
- 山巨人蓋密爾。蓋密爾曾經和安格爾波達（Angrboda）生下葛德(Gerd)和畢利（Beli）。